# Stanley Milgram
Stanley Milgram (Nova Iorque, 15 de agosto de 1933 — Nova Iorque, 20 de dezembro de 1984) foi um psicólogo americano, graduado da Universidade de Yale que conduziu a experiência dos pequenos mundos (a fonte do conceito dos seis graus de separação) e a Experiência de Milgram sobre a obediência à autoridade.